# Sergentomyia zhongi
Sergentomyia zhongi är en tvåvingeart som beskrevs av Wang och Charles William Leng 1991. Sergentomyia zhongi ingår i släktet Sergentomyia och familjen fjärilsmyggor.
Artens utbredningsområde är Zhejiang (Kina). Inga underarter finns listade i Catalogue of Life.